# Nikolaus Grot
Nikolaus Jakovlevitj Grot, född 1852, död 1899, var en rysk filosof. Han var son till Jakov Grot.
Grot var professor i Odessa, från 1886 i Moskva. Han grundade tidskriften Filosofiska och psykologiska spörsmål vilken kraftigt befrämjade de filosofiska studiernas utveckling i Ryssland. Han anslöt sig tidigare i huvudsakligen till positivismen, men erkände senare metafysikens möjlighet och värde.

Nikolaus von Grots idéer om psykosomatisk energi låg till grund för Carl Jungs tidiga upptäckter om mänskligt inre liv. 